# ゴドマール2世
ゴドマール2世（英語:Godomar II）またはグンドマールは、ブルグント王国のブルゴーニュ王（在位:523年 - 534年）。グントバード王の息子、ブルゴーニュの王であった。彼は524年から534年まで、兄の死後ブルゴーニュを支配した。

## 生涯
ゴドマール2世は全ブルグントの王グンドバードの息子として生まれた。
成長後、フランク王国との争いが勃発した際、彼の兄のジギスムント (ブルグント王)（カトリックおよび正教の聖人）は、フランク王クロヴィスの息子たちとの戦いで敗北した。しかし、ゴドマールは逃亡に成功した。その一方で、ジギスムントはオルレアン王クロドメールの捕虜となった。
彼は、逃亡先でブルゴーニュ軍を再結集させ、この軍隊で、彼は領土の一部を取り戻すことに成功した。一方、クロドメールはジギスムントの死を命じ、524年にブルゴーニュで兄のテウデリク1世 (メス王) と共に進軍した。ゴドマールと彼の軍隊は逃げたが、ゴドマールは追及の手を逃れることができず、534年、フランク人はゴドマールを殺害し、ブルゴーニュ征服を完了させた。